# Théâtre Gayarre
Pour les articles homonymes, voir Gayarre.
Le Théâtre Gayarre est un bâtiment qui se situe à Pampelune, capitale de la Communauté forale de Navarre (Espagne).

## Présentation
Le théâtre, qui date de 1932, se trouve dans l'Avenue « Carlos III » du Segundo Ensanche.
Toutefois, l'origine du théâtre remonte à 1839, construit comme Théâtre Principal sur la Plaza de la Constitución (aujourd'hui Plaza del Castillo), la fermant par le côté sud, et face au Palais de Navarre (palacio de Navarra) (alors Palacio de la Diputación), quand on a profité du terrain du couvent des carmélites déchausses après le désamortissement. Il a été effectué par l'architecte Pedro Manuel Ugartemendía, avec façade de José de Nagusia, qui a en outre dirigé l'ouvrage. Ce théâtre est venu remplacer le vieux Patio et à maison des comédies (Casa de Comedias), situé dans la rue du même nom depuis 1608.
Le théâtre Principal a été ainsi appelé jusqu'en 1903, date à laquelle le nom a été changé en l'honneur du ténor roncalais Julian Gayarre.
Quand il a été décidé d'ouvrir la place du Château vers le sud, en créant l'avenue Carlos III, on a démoli uniquement - en 1931 - le théâtre, en conservant sa façade, le plus représentatif, et a été transféré à son nouvel emplacement. Cette façade, a perdu une partie de son intérêt architectural, quand elle a perdu son fronton classique.
Le nouveau bâtiment est un projet de Javier Yárnoz, qui a gagné le concours lancé par la mairie de Pampelune en 1929. Il est situé dans un terrain irrégulier auquel l'architecte s'est adapté. Il a ouvert ses portes le 3 mai 1932.
Le théâtre est propriété municipale. L'entreprise Erroz y San Martín, qui a construit le théâtre a sollicité, en décembre 1931, l'exploitation du colisé et lui a été accordé. Le contrat s'est prolongé jusqu'en 1942 et il a été ultérieurement renouvelé, se chargeant de la gestion la Société Anonyme Immobilière de spectacles (SAIDE). En 1953, devant la nécessité des réformes urgentes, l'entreprise a accepté de faire face aux frais et on a signé un nouveau contrat qui devait finir le 3 mai 2003, bien que la séance plénière municipale ait décidé son retour cinq années auparavant, en mai 1998. Dans ce moment on a constitué la Fundación Municipal Teatro Gayarre pour la gestion du théâtre. Après le retour, on a fait d'importants travaux d'aménagement.
L'assemblée gestionnaire de la Fundación Municipal Teatro Gayarre est présidée par la femme du maire de Pampelune et compte avec cinq voix (l'une d'elles agissant comme Vice-présidente), un par groupe politique municipal ou conseiller municipal non assigné. C'est, par conséquent, une assemblée formée exclusivement par des politiciens.

### Sources et bibliographie
- (es) Cet article est partiellement ou en totalité issu de l’article de Wikipédia en espagnol intitulé « Teatro Gayarre » (voir la liste des auteurs).
- Alfredo Sarasa Asiain, Guía de arquitectura de Pamplona y su Comarca, 2006, Pamplona: colegio oficial de arquitectos Vasco-Navarro  (ISBN 84-611-3284-X).